# Signari del Tos Pelat

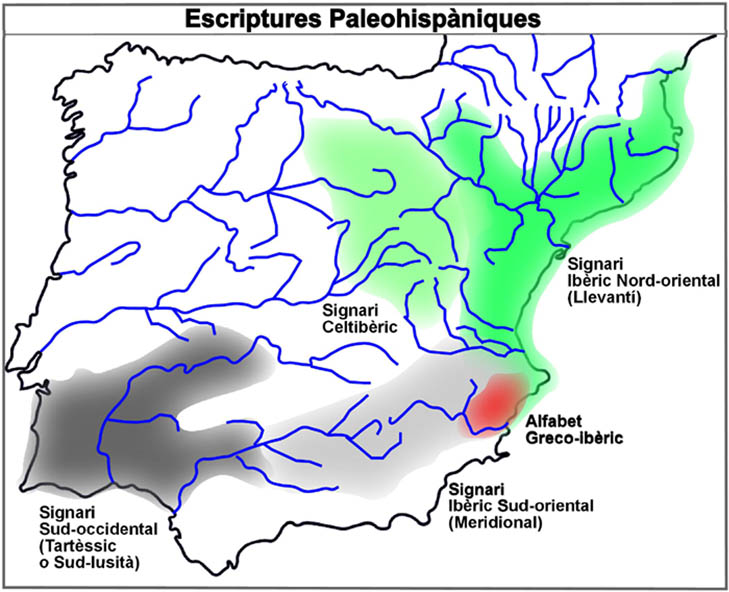
Escriptures paleohispàniques

El signari del Tos Pelat (Montcada, Horta Nord) és, en realitat, un conjunt de fragments de signaris ibèrics nord-orientals duals distribuïts en dues làmines de plom de forma característica que van aparèixer enrotllades una dins de l'altra el 2003 en un context domèstic de la darrera fase del jaciment del Tos Pelat, de la primera meitat del s. IV aC. Els diferents fragments del signari estan organitzats per parelles de variants d'un mateix signe, en què, excepte en un cas, la variant que porta un traç més, la variant complexa, la sorda en el cas de les oclusives dentals i velars, apareix davant de la variant simple, la sonora en el cas de les oclusives dentals i velars. La làmina A presenta quatre línies de text a la cara 2 (A2a1 i A2b1 en el text més antic i A2a2 i A2b2 en el més modern) en forma de palimpsest i que repeteixen la mateixa seqüència amb un cert decalatge, mentre que la cara 1 només en presenta dues (A1a i A1b), tal com passa a la làmina B amb una línia de text a cada cara (B1 i B2).
- A2a1 ---]kigiúutodo[…][---
- A2b1:---]+ga++++tadatedeéekugu[---
- A2a2 ---]ŕřkigiúutodo+[..][---
- A2b2: ---]+datatedeéetudukugu[---
- A1a ---]tu[.]++áakí+[-]+íitidióo[---
- A1b ---]++bol
- B1 ---]nóokogo+[---
- B2 ---]tadata+++ke+++[---

Aquest signari presenta característiques similars al signari del Castellet de Bernabé, amb el qual comparteix la característica de presentar dualitats no sols en les oclusives dentals i velars, sinó també en les vocals i en algunes consonants contínues. Amb posterioritat, s'han publicat dos signaris rupestres de la Cerdanya, un de Ger i un altre de Bolvir, que només presenten dualitats en les oclusives dentals i velars.
L'ordre dels signes no coincideix exactament amb cap dels altres signaris ibèrics coneguts, ni tampoc amb el que es derivaria del signari d'Espanca, del grup meridional, que era l'únic signari paleohispànic conegut fins a l'aparició d'aquests signaris ibèrics. Aquestes dues làmines no sembla que s'usessin en activitats relacionades amb l'aprenentatge de l'escriptura, sinó que es pensa que podrien tenir una funció votiva, tal com passa amb abecedaris d'epigrafies contemporànies a la ibèrica.